# Radu Fornea
Radu Fornea (n. 30 decembrie 1974, București)
este un compozitor, solist, producător de muzică român.
În 1996, alături de Mircea Presel și Daniel Alexandrescu, fondează unul din primele proiecte
dance din România: "Proiect
K1", ulterior devenit "K1". Împreună strâng în jurul lor primii reprezentanți și primele formații
ale tinerei generații de după Revoluția din 1989 si creează mișcarea “Generația
Nouă - Techno Dance Party - Made In Romania“ care își materializează primul
succes odată cu apariția primei compilații de muzică a noului val de artiști și
în același timp prima casetă oficial LEGALA din România după apariția legii
dreptului de autor din 26 iunie 1996 ( "Tehno Dance Party" - vol. I
lansată pe 27 iunie 1996 ) . Aceasta avea să devină și certificatul oficial de naștere
al noului curent muzical de dupa ’89 , așa numita Revoluție Muzicală din România.

## Biografie
Radu Fornea este căsatorit și are un copil. Părinții săi se numesc Vasile și Narcisa Fornea. Vasile Fornea (tatăl) - a făcut parte din prima promoție de sociologi după 1944, editor, analist politic, promotor al valorilor spirituale ale culturii specifice românești , consilier în cadrul Ministerului Culturii, scriitor. Narcisa Fornea (mama) - cercetător științific în domeniul
psiho-pedagogiei , etno-psiho-sociologiei, educației și culturii;
Traian Lalescu ( unchiul mamei ) - matematician, academician de renume mondial.
A studiat vioara clasele I-IV,  Liceul "C.A. Rosetti" București, Facultatea de Psihologie,  București ,  Facultatea de Relații Publice și Comunicare, SNSPA;  Masterand în comunicare și administrație publică europeană ;  Absolvent al cursurilor Institutului Diplomatic Român.
În anul 1993 a lucrat ca ziarist, corealizator al paginii "Dictatura adolescenților" din cotidianul “Tineretul Liber”; inițiator al paginii "Generația Nouă" în cadrul cotidianului “Azi”.
Înființează pagina săptămânală "Zexe" în cotidianul “Ziua” și mișcarea de tineret cu același nume care număra în 1994 peste 1000 de membrii in toată țara ; a colaborat alături de George Mihăiță la realizarea mișcării și a revistei  "Salut";
În 1995 înființează Fundația Generația Nouă alături de Alexandru Marinca și Emil ( Coco ) Coroianu , fundație care își propune să lanseze o nouă generație de artiști și să impună muzica dance și hip hop în România, lucru pe care îl și reușește ;

## Începuturile Proiect K1
În 1996 fondează unul din primele proiecte dance din România:  "Proiect K1", ulterior devenit "K1", alături de Mircea Presel și Daniel Alexandrescu .
Împreună strâng în jurul lor primii reprezentanți și primele formații ale tinerei generații de după Revoluția din 1989 si creează mișcarea “Generația Nouă - Techno Dance Party - Made In Romania“ care își
materializează primul succes odată cu apariția primei compilații de muzică a noului val de artiști și în același timp prima casetă oficial legală din România după apariția legii dreptului de autor din 26 iunie 1996 ( "Tehno Dance Party" - vol. I lansată pe 27 iunie 1996 ) . Aceasta avea să devină și certificatul oficial de naștere al noului curent muzical de dupa ’89 , așa numita Revoluție Muzicală din România . Au urmat in următorii ani peste 41 de grupuri create, produse, manageriate sau impresariate, cu peste 200 albume și single-uri editate de cele mai importante case de discuri, care au vândut peste 1.500.000 unități în condițiile unei rate de piraterie crescute și ulterior a apariției internetului, și bineînțeles participarea acestor artiști în mii de show-uri cu milioane de adolescenți participând la nașterea unui curent al unei generații care se exprima pentru prima oară liberă prin muzică.
Mai mult decât atât, prin adaptarea la noile curente muzicale ale unor teme tradiționale românești, dar fără să se modifice sau să se altereze sensul și mesajul pe care folclorul l-a avut în general, muzica de inspirație folclorică s-a mutat în cluburile și discotecile din România, astfel contribuindu-se la perpetuarea filonului specific creativ românesc pentru generațiile de după 1990 și la readucerea gustului pentru muzica folclorică în prim planul tinerei generații . Așa  au apărut, s-au impus și s-au dezvoltat primii artiști etno dance-români și grupuri precum Ro-Mania, Etno, HO-RA, "Yana", "D'Or" sau reinventarea lui “nea Benny“ - Benone Sinulescu. 
În plus, pentru a avea recunoașterea artiștilor consacrați și implicit a calității muzicii și a tinerilor promovați, Radu Fornea reușește să convingă și să coopteze  mari nume ale folclorului românesc precum Benone Sinulescu, Gheorghe Turda, Nicolae Furdui Iancu, Sofia Vicoveanca, Elisabeta Turcu Preda, Mioara Velicu, Matilda Pascal Cojocărița, în proiectele sale precum: “Cadoul Visat” realizat împreună cu Antena 1 și care prin aparițiile sale multianuale a fost prima compilație de colinde etno - dance care dă șansa foarte multor tinere talente să se promoveze.

## Colaborarea cu Phoenix
În 1997 compozitorul și fondatorul legendarului grup “Phoenix”, Nicu Covaci, impresionat de amploarea curentului generat de cei trei, le dă acordul să readapteze la noul curent muzical creațiile sale și astfel apare primul album Proiect K1 denumit "Phoenix Dance Explosion", vândut în milioane de exemplare. În scurt timp România era cucerită de “Fata Verde” unul dintre cele mai mari hituri ale tuturor timpurile de la noi, și care ridică standardul muzicii românești la nivel european. Ulterior acestui moment, o întreagă generație de muzicieni și compozitori din noul val prinzând curaj și afirmându-se ca o forță care a demonstrat și a confirmat peste ani că avem o generație de muzicieni de valoare și calitate mondială.

## Colaborarea cu Adrian Ordean și formația Compact
Urmează un alt proiect și o altă mare legendă care se lasă pe mâna lui Radu Fornea și a echipei sale, respectiv marele compozitor Adrian Ordean și bineînțeles o altă trupă rock legendară, formația Compact, care le încredințează hiturile pentru readaptare, astfel luând naștere prin Jojo, Bart și Micky formația U-Nite care de asemenea vinde sute de mii de casete și are mii de concerte în toată țara.

## United Media Group
În 1997, cei trei, înființează prima structură de servicii profesioniste în incipienta industrie muzicală românească, fiind printre primele case de producție românești, agenție de  management și impresariat artistic și editura muzicală reunite sub titulatura de United Media Group și care se poate lăuda cu o mulțime de artiști și grupuri produse pe formate proprii, cu un număr de peste 150 de artiști interpreți descoperiți, lansați și promovați în proiectele sale, sute de single-uri produse de studiourile K1, zeci de hituri, mii de concerte produse în țară și în străinătate și nu în ultimul rand cu milioane de fani de pretutindeni câștigați.
Printre artiștii ale caror albume sau single-uri au fost produse de Radu Fornea, Mircea Presel si Daniel Alexandrescu se numără: K1, Felicia Filip, Andra, Spicy, Lavinia, Delia, Jojo, LLP, Adeline, Daryela, Ana Lesko, X-Mann, Claudiu Mirea, Roxanne, Ana Maria Ferencz, U-Nite, Korekt, Sophia, Tranceforce, X-Trance, Sweet Kiss, Zara, Cain, BabyCat, Giulia, Mihai Băjenaru, Effekt, Oana, Knock Out, UB, Viva, Rico, CJ Real, Miki, Laguna, Distinto, Allayana, Groove, Di Steffano, Mithrias, La Familia, Pepe, Ro-Mania, Doulbe D, Bass Reflex, Etno, Ho-Ra, Yanna, d’Or, Benone Sinulescu, Carmen Serban, Cassa Loco, Music Impact, Tutti Frutti, t-Short, MB&C, Boombastick, Chic, Deja Vu, eXtra, Fantasy, Trinity, N’5, Voltaj, Marcel Pavel, Tiger One, Mike Petterson, Besa, Biondo, RedNex, Pinocchio, Lou Bega, No Mercy, Nana, Tony Cotura, Fun Factory, culminând în cursul anului 2012 cu colaborarea cu unul dintre cei mai importanți producători și artiști americani ai tuturor timpurilor, respectiv Timbaland.
În 2000 inițiază  campania  "Mândru Să Fii Român" și astfel ia naștere colaborarea și prietenia cu compozitorul și dirijorul Marius Hristescu și producătorul Adrian Tudor alături de care îl promovează pe marele artist Tudor Gheorghe și ulterior din 2007 pe marea soprană Felicia Filip, alături de care formatia K1 se și reinventează ca trupă etno-rock-simfonică, promovându-și propriul stil muzical denumit “legend“ și concertând alături de aceasta pe mari scene din întreaga lume. În 2009, ca un rezultat al acestei colaborări, apare albumul “Balade din Carpați“ avându-l ca invitat special  pe marele actor român Vlad Radescu.

## Participarea la Eurovision
Participă 2 ani consecutivi cu 2 proiecte inovatoare la concursul național Eurovision: RedNex feat. Ro-Mania  și  Biondo, foarte apreciate de public, ambele proiecte cu reale șanse de câștig în finalele europene.
De asemenea cu trupa Biondo câștigă un Cerb de Argint la Festivalul Internațional de la Brașov “Cerbul de Aur” ediția
2010. 

## Colaborarea cu Tiger 1
Participa la producerea primului album al unui artist străin în România, respectiv “TigerStyle” al componentului formației Fun Factory, Tiger1, single-ul "Când te uiți în ochii mei" devenind un superhit și, de asemenea  colaborarea acestuia cu Andra - melodia     “Vreau sărutarea ta“ devenind marele hit al anului.

## Toti K1 pentru România
Radu Fornea continua în 2017 campania națională Mândru Sa Fii Roman prin punerea în scena a spectacolului de evocare istorica „Pe aici nu se trece” în cadrul Centenarului Marelui Război organizat la Mărășești în prezenta Președintelui României. I se alătură în acest concept unic marii artiștii : Paula Seling, Nicolae Furdui Iancu, Tudor Furdui Iancu, Dumitru Fărcaș, marele violinist Eugen Sârbu și maestrul Gheorghe Zamfir.
Spectacolul  „Pe aici nu se trece” de la Mărășești este avanpremiera proiectului național "Toți K1 pentru Romania!"

## Premii și distincții
- Premii și recunoaștere: Festivalul Mamaia, formația K1 câștigând Locul I cu "Fată Verde" (1998).
- K1 sunt primii producători cărora li se acordă “Premiul pentru vânzarea a peste 1 milion de unități“ de către casa de discuri Cat Music.
- Premiul "Steaua de Mare", Premiul pentru promovarea muzicii românești - Festivalul  Calatis[17] 2006;
- Realizează și prezintă alături de soprana Felicia Filip la Național TV programul special de Crăciun “Cadoul Visat“ pentru copiii care trăiesc în zonele defavorizate și care se bucură de un mare succes și de participarea unui număr impresionant de vedete - sunt editate 2 compilații cu artiștii participanți la proiect și sunt răsplătiți cu Premiul pentru Responsabilitate Socială al Societății Civile;
- Premiul de excelență al UCMR ADA - 2010[18];
- Gala premiilor TVRi - Premiul Diasporei pentru proiectul “Balade din Carpați“ cu care concertează în peste 15 țări europene 2 ani consecutivi în cadrul turneului EuroCallatis;
- Realizează cu trupa K1 coloana sonoră a proiectelor  “4U” și “Destinul Dacilor” a Circ & Variete Globus și participă la peste 150 de spectacole cu casa închisă și aproximativ 150000 de plătitori în 18 luni de zile în cadrul acestor spectacole și sunt răsplătiți cu Premiul pentru cea mai bună muzică de către juriul de specialitate și public în cadrul Festivalului Internațional al Circului[19] București edițiile 2011 și 2012;
- Compune cu trupa K1 coloana sonoră a numărului de circ câștigător al Clovnului de Bronz (echivalentul Oscarului în circ) ediția 2011 Monte Carlo prezentat de circul Globus[20].
- De asemenea la solicitarea Ministerului Turismului manageriază artistic prezența României în cadrul târgurilor internaționale de turism între anii 2000 și 2002 la care participă țara noastră și obține

rezultate remarcabile.
- Organizează în calitate de producător executiv nenumărate evenimente și festivaluri în țară și în străinătate alături de echipa UMG.
- Susține în continuare proiectul său de suflet reprezentat de promovarea valorilor autentice și în 2013 lansează Campania Națională “Mândru Să Fii Român”[10][11], care se constituie în prioritatea anului 2013, primul dintre proiectele campaniei fiind cel legat de demersurile necesare pentru repatrierea  marelui sculptor Constantin Brâncuși în țara natală și care a fost deja demarat alături de scriitorul Laurian Stanchescu, inițiatorul proiectului, manifestându-se prin Gala organizată și desfășurată în memoria zilei de naștere a marelui Român[21] pe data de 13 februarie 2013 și prin Campania și acțiunile  guvernamentale care au precedat-o .
- Este membru in Comitetul Director al UCMR ADA. În această calitate propune o lege care să susțină muzica românească prin garantarea unei prezențe minime de  40%  în audio-vizualul romanesc - legea este supranumită Legea “Fornea“[22][23]. De asemenea militează pentru drepturile tinerilor autori în cadrul asociației, inițiază o serie de întâlniri între aceștia și forurile de conducere ale asociației și alături de colegii săi propune și realizează prima ediție a “Galei Premiilor UCMR-ADA“; Membru CREDIDAM;
- Vicepreședinte al Asociației pentru Integrare Cultural Europeană a României;
- Fondator al Asociației Române a Tinerilor Interpreți și Compozitori “Artis”;
- Președinte Fondator al Asociației “Mândru Să fii Român“[10][11]

## Discografie
Cu K1
- 1998 “Phoenix Dance Explosion”
- 1999 "Legenda”
- 2001 "Povestea"
- 2001 "Mă luai"
- 2005 "Pentru România"
- 2009 “Balade din Carpați“
- 2013 “Mândru Să Fii Român”[10][11].

Melodia “Pentru România“ este aleasă de FRF imnul oficial al echipei naționale de fotbal a României.